# 罗锅底
罗锅底（学名：Hemsleya macrosperma），为葫芦科雪胆属下的一个植物种。